# 月球16B號
月球16B號（又稱為 Cosmos 305、月球1969B）是蘇聯的月球探測器，它由質子K/D型運載火箭於1969年10月22日發射，因為上節火箭故障，未能到達月球軌道。

## 連結
- Zarya - Luna programme chronology （页面存档备份，存于）